# Економіка Демократичної Республіки Конго
Демократична Республіка Конго — аграрна країна з розвинутою гірничодобувною промисловістю. Основні галузі промисловості: гірничо-видобувна і збагачувальна, виробництво споживчих товарів (текстиль, сигарети, харчова), цементна.

## Історія

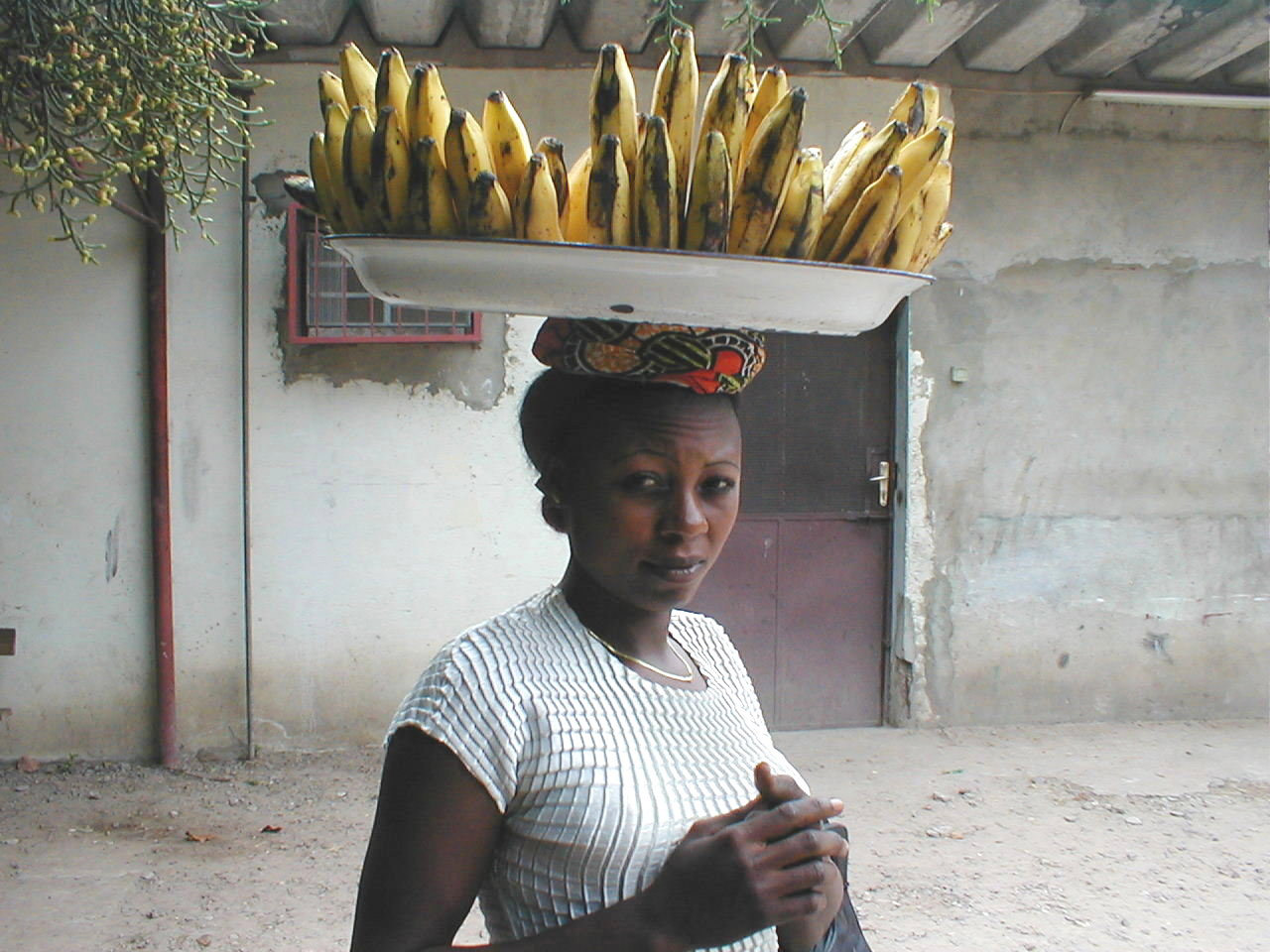
Жінка з бананами

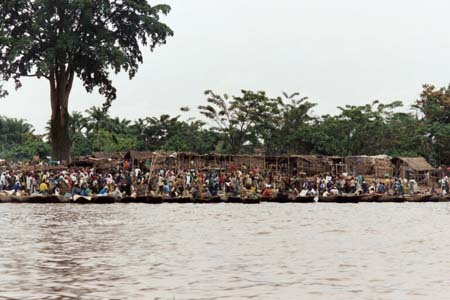
Ринок у Кісангані.

З середини 1970-х років в країні тривала економічна криза, яка продовжувалася і в 1990-ті роки. Експортні надходження лише частково покривали значні витрати на імпорт, що змусило уряд зробити великі іноземні позики. Зростання експортних надходжень стримувалося низькими світовими цінами на основну експортну продукцію — мідь, кобальт, кава і алмази. Була потрібна фінансова допомога іноземних банків і міжнародних організацій для обслуговування зовнішнього боргу. До 1997 його сума становила 13,8 млрд дол. Оскільки сільськогосподарське виробництво не забезпечувало потреб населення, уряд був вимушений витрачати резерви іноземної валюти на імпорт продовольства. Затяжна політична криза 1990-х років, війни 1996 і 1998 рр. привели до подальшого погіршення економічного становища, розпаду гірничодобувної галузі, торгівлі, банківської справи і сфери послуг.
ДРК володіє найбільшим економічним потенціалом серед країн Тропічної Африки. Структура ВВП в середині 1990-х рр.: сільське господарство — 59 %, промисловість — 15 %, сфера послуг — 26 %.
За даними [Index of Economic Freedom, The Heritage Foundation, U.S.A. 2001]: ВВП — $ 6,1 млрд. Темп зростання ВВП — 3 %. ВВП на душу населення — $127. Імпорт (машини, транспортні засоби, продовольство, продукція текстильної і хімічної промисловості, метал і вироби з металу) — $ 1,5 млрд (г.ч. Південна Африка — 25 %; Бельгія — 14,0 %; Нігерія — 6,8 %; Кенія — 4,8 %). Експорт (мінеральна сировина — кобальт, алмази, цинк і каситерит — бл. 80 % експорту, крім того — кава, продукти олійної пальми, каучук і деревина) — $ 2 млрд (г.ч. Бельгія — 51,9 %; США — 13,17 %; Південна Африка — 9,4 %; Фінляндія — 3,7 %).

## Гірничодобувна промисловість
Економіка ДРК багатогалузева, хоч в експорті переважає продукція гірничодобувної промисловості. Сільське господарство як і раніше забезпечує засоби для існування переважної частини населення, але роль промисловості неухильно зростає. Головні індустріальні центри — коридор Кіншаса-Матаді, район видобутку міді Катанга і Східне Касаї, центр видобутку алмазів.

## Транспорт
Транспорт в країні представлений автомобільним, частково залізничним. Головною перешкодою для розвитку гірничодобувної й інших галузей промисловості є нерозвиненість транспортної системи і недостача енергетичних потужностей. Основа транспортної мережі ДРК — маршрути вивозу експортної продукції по ріках і залізницях. Протяжність майже всіх авто- і залізниць невелика; як правило, вони зв'язують водні шляхи з районами експортного виробництва. У 1990-х рр. більша частина доріг потребувала ремонту. Залізниця зв'язує Катангу із зарубіжними морськими портами Лобіту і Бенгелою (Ангола), Бейрою (Мозамбік), Дар-ес-Саламом (Танзанія) та Іст-Лондоном, Елізабет і Кейптауном (ПАР). У 1990 протяжність залізниць, що діяли склала бл. 5,1 тис. км. Важливу роль відіграють внутрішні авіаперевезення. Міжнародні аеропорти розташовані в містах Кіншаса, Лубумбаші і Кісангані.

## Енергетика
Країна має в своєму розпорядженні значні енергоресурси — гідроенергію, нафту і природний газ, які стали розроблятися лише в останні роки. Гідроенергетичний потенціал оцінюється в 1 млрд кВт.